# My Funny Friend and Me
My Funny Friend and Me è una canzone del cantautore britannico Sting, realizzata per la colonna sonora del 40º lungometraggio Disney Le follie dell'imperatore (2000). Il pezzo è stato composto da Sting insieme al musicista David Hartley, con cui il cantante aveva già collaborato nell'album Brand New Day l'anno precedente. Sting era stato incaricato di scrivere una canzone per Le follie dell'imperatore sin dal 1994, quando il lungometraggio era appena entrato in fase di produzione e aveva ancora il titolo provvisorio di Kingdom of the Sun. 
Il singolo è stato pubblicato verso la fine del 2000 esclusivamente per l'Europa, in concomitanza con l'uscita del film nelle sale cinematografiche, e ha raggiunto il 24º posto della Hot Adult Contemporary Tracks negli Stati Uniti. La canzone è stata candidata agli Oscar del 2001 come Migliore canzone, ma ha perso in favore di Things Have Changed di Bob Dylan realizzata per il film Wonder Boys.
Sting ha anche eseguito versioni in lingue straniere del pezzo, in italiano (intitolata Un caro amico come te) e in spagnolo (Un amigo cómo tú).

## Classifiche
| Classifica (2000/01)             | Posizione massima |
| -------------------------------- | ----------------- |
| Italia                           | 41                |
| Stati Uniti (adult contemporary) | 24                |
| Svizzera                         | 91                |